# Caminho dos Cânions
Caminho dos Cânions é um roteiro turístico aprovado pelo Ministério do Turismo do Brasil em 2003. É uma das nove regiões turísticas de Santa Catarina e fica localizado na divisa com o Rio Grande do Sul, no extremo sul do estado, no Parque Nacional de Aparados da Serra e na Serra Geral.
É formado por quinze municípios: Araranguá, Balneário Arroio do Silva, Balneário Gaivota, Ermo, Jacinto Machado, Maracajá, Meleiro, Morro Grande, Passo de Torres, Praia Grande, Santa Rosa do Sul, São João do Sul, Sombrio, Timbé do Sul e Turvo.
A etnia dominante da localidade é a açoriana, mas com forte predominância de italianos e alemães, cuja influência está presente na gastronomia, na arquitetura, nas manifestações folclóricas e no artesanato. A principal característica econômica é o predomínio de pequenas e médias propriedades familiares.
Na região existem grandes formações rochosas de pelo menos 130 milhões de anos de onde se originam os cânions com paredões que se precipitam em direção ao centro da terra, formando profundas gargantas de até mil metros de profundidade. Praias, dunas, cavernas e furnas, vales, trilhas, cachoeiras, cascatas e piscinas naturais, são algumas características do roteiro turístico. Estas características, aliadas ao mosaico de aspectos naturais, formam o maior complexo lagunar do sul de Santa Catarina.